# Myzomela pammelaena
El mielero ébano (Myzomela pammelaena) es una especie de ave paseriforme de la familia Meliphagidae endémica de las islas del noreste de Papúa Nueva Guinea.

## Distribución
El mielero de Sclater solo se encuentra en algunas islas del Almirantazgo y San Matías, del oeste del archipiélago Bismarck, pertenecientes a Papúa Nueva Guinea. Su hábitat natural son los bosques húmedos tropicales.